# 轟泉自然公園

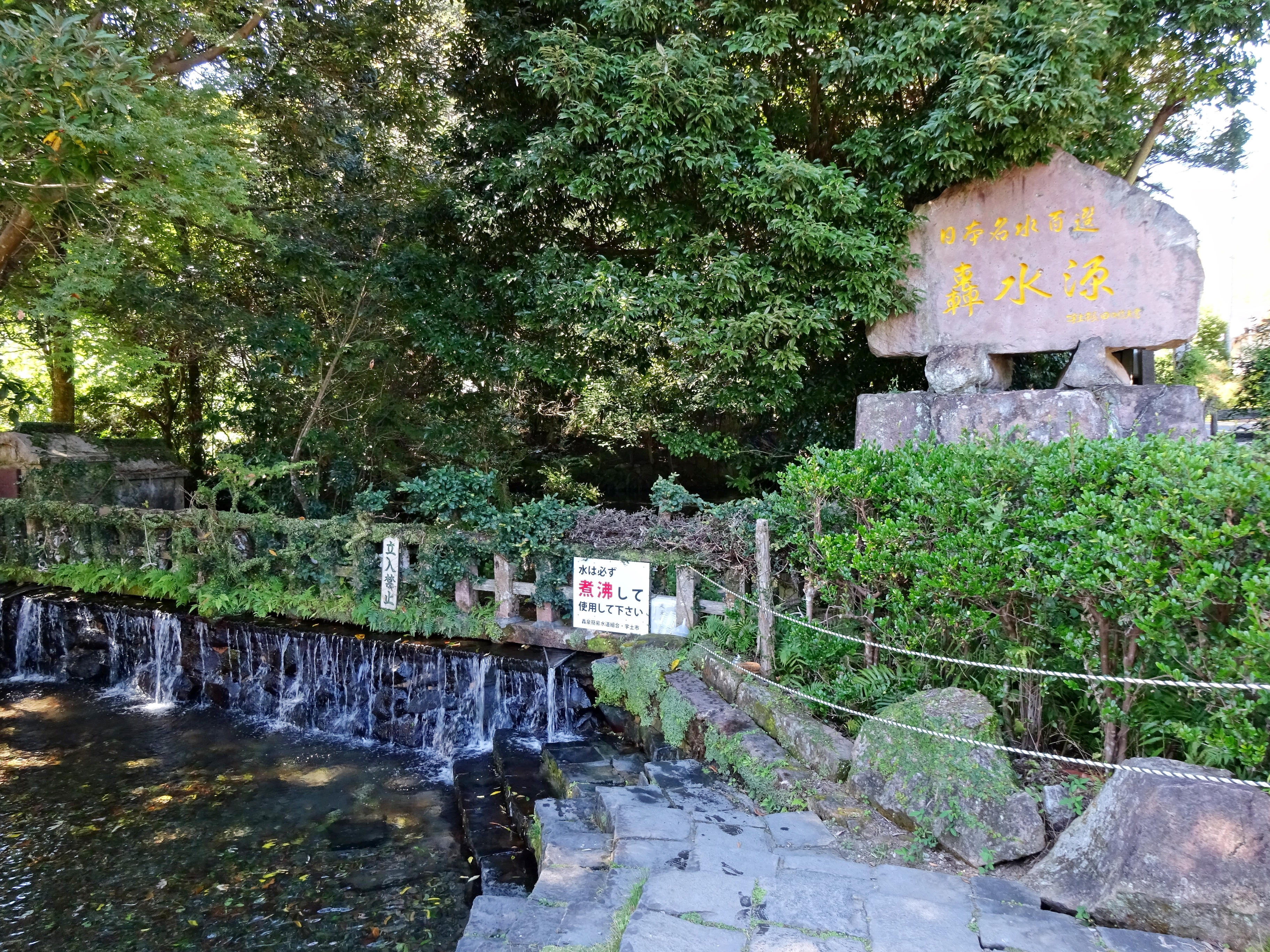
轟水源の湧水地

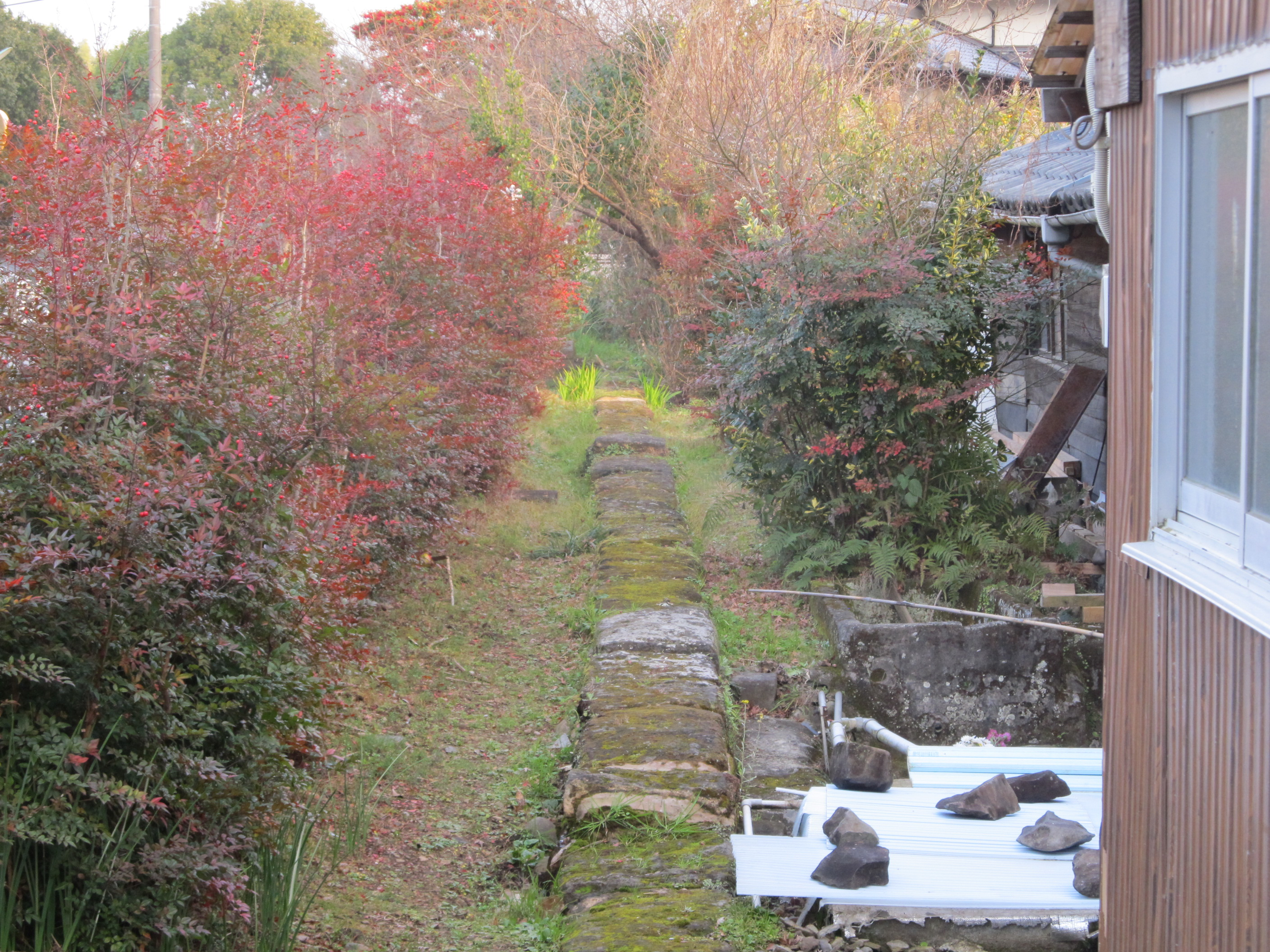
轟泉水道

轟泉自然公園（ごうせんしぜんこうえん）は、熊本県宇土市宮庄町にある公園で、園内に湧水する泉は1985年（昭和60年）に轟水源（とどろきすいげん）として名水百選に選定されている。轟泉水道（ごうせんすいどう）は2013年に土木学会選奨土木遺産に選ばれる。

## 概要
轟水源、轟御殿跡、轟泉資料館、宇土藩の歴代藩主の墓や肥後菖蒲園、東家などもある、秋には轟水源の水を使用した野点も開催される。

## 轟水源
地下水脈の成因は不明であるが、古来から3,000ｔ/日の水量の湧水がある。

## 轟泉水道
宇土半島は丘陵が主で緑川の河口部に近くでは海水が逆流して灌漑用水が不足していた。熊本藩支藩宇土藩細川行孝が宇土入部の後、轟水源から4.8ｋｍの城下町の各屋敷まで陶器の管で引き水を行い、日本で初めての本格的な水道を引いた。細川興文の時に現在の「馬門石」の用水路に変えられて、現在も使用されている。

## 轟御殿
宇土藩末裔の12代目「細川則立」の隠居所跡である。

## 轟泉資料館
資料館では日本最古の水道の仕組みや宇土半島の歴史がよくわかる。

## 交通
- 鹿児島本線宇土駅」下車 タクシーで約5分/徒歩約30分
- 国道57号から